# Benet Salellas
Benet Salellas Vilar (Gerona, 1977) es un abogado y político español.

## Biografía
Es hijo del que fuera abogado y político Sebastià Salellas y hermano del periodista y politólogo Lluc Salellas.
Estudió en la escuela pública Migdia y en el Instituto Santiago Sobrequés i Vidal de Gerona. Se licenció en Filología en la Universidad de Barcelona y en derecho en la Universidad de Gerona. También inició un posgrado en Derecho penal en la Universidad Pompeu Fabra.
Ha sido abogado defensor en procesos políticos de la Audiencia Nacional de España como la Operación Estanque, el caso de la quema de fotografías del Rey.
En las elecciones al Parlamento de Cataluña de 2015 fue candidato de la Candidatura de Unidad Popular-Llamamiento Constituyente por la circunscripción de Gerona tras ser elegido en primarias, convirtiéndose en diputado en el Parlamento de Cataluña en las elecciones del 27 de septiembre de 2015. Tras el pacto entre Junts pel Sí y la CUP para elegir como presidente de la Generalidad de Cataluña a Carles Puigdemont Salellas es uno de los diputados junto a Gabriela Serra designados para incorporarse a la dinámica de trabajo del grupo parlamentario de Junts pel Sí.